# لس بییارس
لُس بییارِس (به اسپانیایی: Los Villares) یکی از دهستان‌های استان خائن در کشور اسپانیا است. این شهر با مساحت ۸۸ کیلومتر مربع، ۵۹۷۴ تن جمعیت دارد.